# Zyklus Dresden
Der Zyklus Dresden (RMWV 4) ist ein weltlich-geistliches Chorwerk des Dresdner Kreuzkantors Rudolf Mauersberger. Es entstand von 1945 bis 1950, abschließende Erweiterungen erfolgten 1955. Die zwölf Sätze des Zyklus sind in drei Teile gegliedert. Das Werk ist für gemischten Chor a cappella komponiert, in einzelnen Sätzen treten Solostimmen hinzu, Satz 5 wird vom Klavier begleitet.

## Entstehungsgeschichte
Der Zyklus Dresden entstand als erstes von Mauersbergers Großwerken, das die Ereignisse der Zerstörung Dresdens vom 13. zum 14. Februar 1945 verarbeitet. Das Werk entstand in Mauersbergers vierter Schaffensperiode sowohl in Dresden als auch in Mauersberg im Erzgebirge. Die Gesamturaufführung erfolgte am 7. Juli 1951 in Dresden durch den Dresdner Kreuzchor.

## Textauswahl
Das Werk beginnt mit der Motette Wie liegt die Stadt so wüst, die Mauersberger unter dem Eindruck der Zerstörung Dresdens am Karsamstag 1945 komponierte. Dafür wählte er Texte aus den Klageliedern Jeremias. Als Antwort auf die Trauermotette lässt er Paul Gerhardts Trostgesang aus dem Dreißigjährigen Krieg Und dennoch mußt du drum nicht ganz in Traurigkeit versinken folgen. Zehn vier- bis achtstimmige Motetten aus den Jahren des Neuanfangs nach dem Krieg folgen.

## Struktur
Der Aufbau folgt dem Rudolf-Mauersberger-Werke-Verzeichnis.
| RMW 4                     | Werktitel und Textanfang | Text | Besetzung | Autograph |
| ------------------------- | --- | --- | --- | --- |
| Teil I                    | | | | |
| 1                         | Wie liegt die Stadt so wüst Trauerhymnus | Klagelieder Jeremiae                                                                                              | vier- bis achtstimmig | 1945/ Karsamstag 1945                                                                                              |
| 2                         | Trostgesang aus dem 30-jährigen Krieg Und dennoch mußt du drum nicht ganz in Traurigkeit versinken mit Schlusschoral Auf Gottes Lieb mußt du stehn                   | Paul Gerhardt | 4-6-stimmig | 1945/ Ostern 1945                                                                                                  |
| 3                         | Der dreizehnte Februar: „Kampf bis zum Letzten! Wir kapitulieren nicht! Jedes Haus eine Festung!“ So kam der dreizehnte Februar                                      | Rudolf Decker | vier- bis achtstimmig | 1947/ 18.–22. August 47 in Mauersberg                                                                              |
| 4                         | Dresden im Frühling 1945: Auf deinem Grabe, du geliebte Stadt, blüht weiß der Kirschbaum                                                                             | Esther von Kirchbach                                                                                              | für 2 Knabensolostimmen und vierstimmigen Chor                                                                                              | 1947/ 31. Mai 1947                                                                                                 |
| Teil II                   | | | | |
| 5                         | Der alte Dresdner Totentanz: Das ist der Dresdner Mummenschanz | Kurt Arnold Findeisen                                                                                             | Bass solo, vier- bis achtstimmigen Chor und Klavier                                                                                         | 1947/ 3.–5. August 1947 in Mauersberg                                                                              |
| 6                         | Kreuzkirche: Vom Himmel fiel Feuer in der Faschingsnacht Die Legende von Dresdner Kreuzkirche                                                                        | Kurt Arnold Findeisen                                                                                             | vier- bis neunstimmig | 1947/ 3.–5. August 1947 in Mauersberg                                                                              |
| 7                         | Hymnus auf zwei Säulenreste An zwei Säulenreste der Kreuzschule/ Säulenhymnus 1. Fassung: O ewig unvergeßlich grauenvolle Nacht 2. Fassung Von Todesnacht umschattet | Paul Dittrich | für Knabensolostimme und vier- bis achtstimmigen Chor                                                                                       | 1. Fassung: 1947/ Mai 1947 2. Fassung Datierung der 2. Partitursabschrift 9. Juli 1963                             |
| Teil III                  | | | | |
| 8                         | Schola Crucis: Schola crucis, schola lucis, Imus, Domine, quo ducis                                                                                                  | Wahlspruch der Kreuzschule Dresden                                                                                | vier- bis achtstimmig | 1946/ August 46 i. Mauersberg                                                                                      |
| 9                         | Chronica musica cruciana: Der Kreuzchor ist alt | Rudolf Decker | vier- bis achtstimmig | 1947/ 6.–9. Aug. 47 in Mauersberg                                                                                  |
| 10                        | Stadt am Strom: Und immer möchte ich dich schauen | Friedrich Lüning                                                                                                  | für vier- bis achtstimmigen Chor und Solo (Sopran 1/2, Alt)                                                                                 | 1. Fassung: 1950/ 19.–20. Okt. in Dresden 2. Fassung: 1951/ 7.5.51                                                 |
| Außerhalb der Reihenfolge | | | | |
| 11                        | Dresden 1945: Rachegier stürzte die blühende Stadt | Hans Jesora | vier- bis siebenstimmig | 1955, August |
| 12                        | Gebet: Vater unser, alter Welten Gott! Zur Grundsteinlegung oder Weihe einer Kirche 2. Fassung mit Schlußchoral: Des Ewgen Vorhof ist an diesem Orte                 | Felix Menschel 2. Fassung: Text/ Weise (Choral): Nach einem lateinischen Hymnus des 8. Jahrhunderts Johann Crüger | 1. Fassung: vier- bis fünfstimmig 2. Fassung: für 3 Chöre (Hauptchor: vier- bis fünfstimmig, Altarchor: vierstimmig, Fernchor: vierstimmig) | 1. Fassung: 1947/ 8.–10. August 1947 in Mauersberg 2. Fassung: Datierung der Partiturabschrift: 25. September 1961 |

## Rezeption
Der Musikwissenschaftler Matthias Herrmann sieht das Werk wie den Zyklus Erzgebirge eher als eine vokale Sammlung[...] zu einer bestimmten Thematik [...] [denn] als überzeugende[s] Gesamtwerk[...].